# Enoch Mgijima
Enoch Mgijima es un municipio local sudafricano situado en el distrito de Chris Hani, en la provincia de Cabo Oriental.

## Superficie
Enoch Mgijima tiene una superficie de 13 584 km².

## Demografía
En 2022, tenía 297 055 habitantes, una densidad poblacional de 21,87 hab./km², y 96 791 viviendas.